# Австерия
Австе́рия, или аустерия (от греч. Ιστιαστηριον, трактир; лат. austeria; итал. osteria, харчевня; пол. austina, странноприимница) — в России при Петре Великом ресторация, питейный дом, гостиница и почти клуб для иноземцев и русской знати, устроенный на западный манер и по приказу царя после его ознакомления с европейским бытом.
Продавцы этого питейного заведения подавали алкогольные напитки отечественного и заграничного производства. Первые австерии открылись в Петербурге, а именно две на Петербургской стороне: одна именовалась Царской (1703), так как и сам Пётр заходил туда иногда после обедни, другая была на Миллионной улице; а по примеру Петербурга — в Москве и Архангельске.
Создавая такие заведения и поощряя в них собрания, Пётр считал их средством сближения сословий, до того делившихся на людей родословных и неродословных.

## В античности
В Древнем Риме в харчевнях под названием «osteria» собирался простой народ, в отличие от постоялых дворов под названием «locanda», предназначавшихся для людей, не принадлежавших к черни.

## История российских австерий
В устроенных им австериях Пётр обычно перекусывал рюмкой водки и куском ржаного хлеба с солью. Порядочно одетые люди имели право входа в австерии, как и право на ту же «царскую порцию», выдававшуюся им за царский счёт; за прочие заказы (вино, пиво, табак) они платили по таксе, назначенной самим государем.

### В Петербурге
- Первая австерия (1703) находилась на Петербургской стороне на Троицкой пристани у Петровского (ныне Троицкого) моста, неподалёку от церкви св. Троицы, у самого входа на крепостной мост; звалась Царской или Торжественной, из-за того, что на этой площади происходили все торжества или фейерверки вплоть до возведения Коллегий на Васильевском острове (1722—1732). В 1711 году представляла собой двухэтажное деревянное, с верхней и нижней галереями здание, украшенное вывеской, середину которой занимал портрет царя, а по бокам были изображены арабески с аллегорическими надписями. В полдень на верхней галерее немецкие музыканты играли на флейтах и трубах. В праздничные дни после обедни в Троицком соборе царь со всеми вельможами заходил в эту австерию на чарку анисовой водки; закусывал кренделем и, закурив трубку, играл в шашки или беседовал с кем-нибудь из присутствовавших.
- Вторая (1706) находилась на месте дома Сената и называлась Меншиковской, из-за того, что Меншиков, переправляясь из своего дворца на Адмиралтейскую сторону, обыкновенно туда заглядывал.
- Третья (1719) на Петербургской стороне на Большой Никольской улице.

На всех домах была надпись «Австерия Его Царского Величества». Их фасады можно увидеть в «Описании Санкт-Петербурга» Богданова (1779).
В 1720 году на Троицкой пристани возник первый трактир, а в 1722 году — первый кофейный дом.

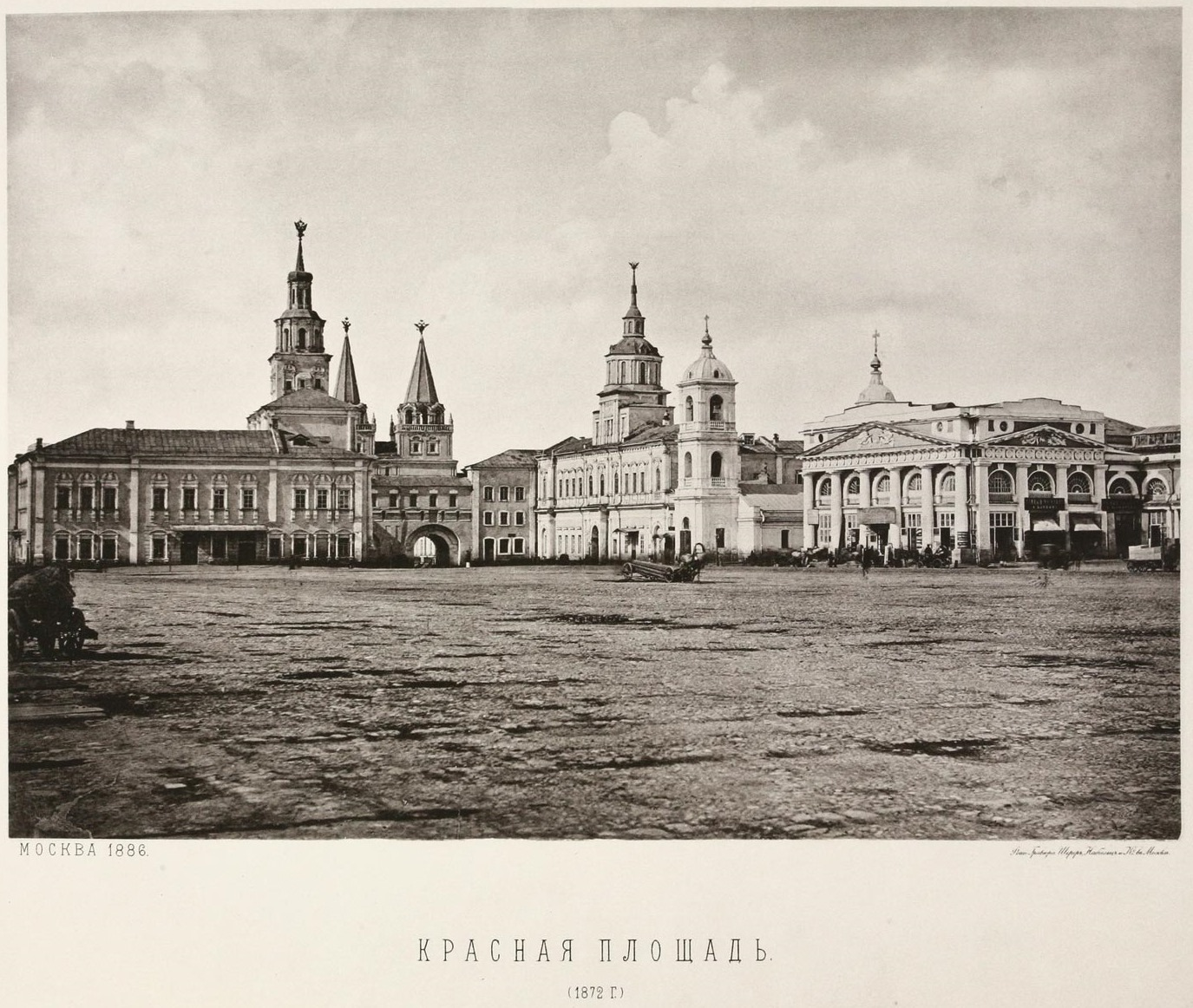
Первая московская австерия находилась на Красной площади, в доме (слева), разрушенном в 1875 году

### В Москве
В Москве одна австерия была у Курятиных ворот, в доме, что стоял на месте нынешнего Исторического музея на Красной площади, напротив Казанского собора, отчего называлась казанской, и где позже открылся Университет (1755); в здании с 1700 года располагалась также царская аптека. На башне аптеки каждый полдень играла музыка. Уступив своё помещение университету, австерия была переведена на Никольскую улицу; держал её цареградский грек, затем исчезла. Память о ней сохранялась в названии крайнего прохода по скорняжному ряду, с Ильинки на Никольскую, — «Истерии», то есть австерии.
О другой московской австерии — у Красных ворот — упоминает секретарь гетмана Скоропадского, Ханенко, присутствовавший на торжествах в Москве по поводу Нейштадского мира и записавший в своём «диариуше» (дневнике), что 2 февраля 1722 года, на масленицу, маскарадный поезд знати прибыл к Красным воротам и гуляли в австерии.

### В Архангельске
Когда в 1715 году на архангельской верфи были спущены 4 корабля, для угощения знатных зрителей архангелогородская австерия, по приказу губернской канцелярии, приготовила из государева погреба напитки (водку лимонную и анисовую, мёд варёный, «пиво густое и Сарское»), всего на 14 рублей 24 алтына и 4 деньги (14 руб. 74 коп.).